# Алексендрешть
Алексендрешть (рум. Alexăndrești) — село в Ришканському районі Молдови. Розташоване в південно-західній частині району на річці Кам'янці за 14 км від районного центру — міста Ришканів та за 39 км від залізничної станції Дрокії. Адміністративний центр однойменної комуни, до складу якої також входять села Кукуєцій-Ной, Кукуєцій-Век та Івенешть.

## Історія
Вперше згадується у документах 1898 року.

### Радянська доба
За часів Ралянського Союзу село було підпорядковане Стурзеньській сільській раді. Мешканці села працювали в радгоспі-технікумі ефірномасляної і тютюнової промисловості (центральна садиба була у селищі Ришканах).
Станом на початок 1980-х років в селі працювали початкова школа, бібліотека, клуб з кіноустановкою, дитячий садок, магазин, їдальня, майстерні побутового обслуговування, відділення зв'язку.

## Населення
У селі проживають українці та молдовани. Згідно даних перепису населення 2004 року українців — 142 особи (52 %), молдован — 129 осіб (47 %).